# 이진호 (1925년)
이진호(1925년 2월 6일 ~ 2003년 12월 28일)는 대한민국의 정치인이다. 제29·30대 포천군수를 역임했다.

## 역대 선거 결과
|  | 45.64% |

|  | 58.76% |